# Морская прогулка
«Удар Осла » (англ. Donkey Punch) — фильм в жанре триллер режиссёра Оливера Блэкбёрна.

## Сюжет
Три подружки, отдыхая на море, знакомятся с четырьмя парнями и соглашаются с их предложением покататься на яхте. Отчалив от берега ребята, ни в чём себе не отказывая, развлекаются на яхте в открытом море. И в самый разгар веселья Джош — один из парней, убивает свою сексуальную партнёршу, ломая ей шею.
Парни говорят девушкам, что это несчастный случай, но одна из них видела, как Джош специально ударил её подружку. Сначала они все решают возвратиться обратно к берегу, но потом парни передумывают и говорят, что лучше сбросить труп девушки за борт и не иметь никаких проблем. Ситуация выходит из под контроля и на борту яхты начинается настоящая борьба за выживание, в которой пассажиры гибнут один за другим.
В живых остаётся лишь одна девушка, которая уплывает на спасательной шлюпке.

## В ролях
- Роберт Болтер — Шон
- Джулиан Моррис — Джош
- Шан Брекин — Лиза
- Том Бёрк — Блуи
- Никола Берли — Тамми
- Джей Тейлор — Маркус
- Джэми Уинстон — Ким